# First Time Again
"First Time Again" là tập đầu tiên trong Phần 6 của series phim truyền hình The Walking Dead. Tập phim được phát sóng trên kênh AMC của Mỹ vào ngày 11 tháng 10 năm 2015. Khi phát sóng tại Mỹ, tập phim đã được 14,63 triệu người xem trong đó có 7,43 triệu người từ 18-49 tuổi.

## Nội dung tập
Tập phim được chia thành các phân cảnh giữa quá khứ và hiện tại đan xen lẫn nhau với cảnh trong quá khứ là đen trắng và cảnh hiện tại có màu.

### Cảnh trong quá khứ
Buổi tối sau cuộc họp bàn của các cư dân Alexandria và cái chết của Reg & Pete, sau khi mọi người đã rời đi cả, Deanna vẫn đang ngồi cạnh vũng máu của chồng mình. Nhìn thấy cha xứ Gabriel tiến lại gần, bà liền nói: "Cha đã sai". Cha xứ lặng lẽ gật đầu đồng tình với Deanna.
Abraham mang xác của Reg đi chôn cất. Anh dừng lại nghỉ, đặt xác Reg xuống và lấy ra một chai rượu để uống. Abraham tưới rượu lên xác của Reg để bày tỏ lòng thành kính. Thấy Sasha đi ngang qua và nhìn mình, anh liền ra hiệu chào. Mặc dù khuôn mặt lộ rõ vẻ mệt mỏi, Sasha cũng chào lại Abraham.
Tại nhà của gia đình Anderson, sau khi biết tin bố mình bị Rick bắn chết, Ron tức tối rời khỏi nhà để đến chỗ bạn gái Enid tìm sự an ủi. Nhưng khi đến nơi, cậu thấy Enid đang ngồi cạnh và nắm tay Carl.
Ở bệnh xá, Rosita và Tara nhìn thấy Glenn cùng Nicholas dìu nhau vào trong. Maggie cũng bước vào cùng lúc đó và hoảng hốt khi thấy chồng bị thương khắp người. Cô gặng hỏi nhưng Glenn đã nói dối về chuyện xảy ra. Eugene xuất hiện và nhìn thấy Tara đã hồi phục sau chấn thương. Anh lại gần chỗ cô và nhìn cô chằm chằm với vẻ mừng rỡ. Điều này khiến Tara bật cười: "Eugene làm tôi sợ rồi đấy. Ai đó muốn đưa Noah vào để bảo vệ tôi được không?". Nhưng đáp lại chỉ là sự lặng thinh từ tất cả mọi người trong phòng.
Morgan đang ăn nhẹ lót dạ tại nhà của Rick. Họ hẹn nhau rằng sáng mai sẽ tiếp tục nói chuyện vì ngày hôm đó đã quá nhiều chuyện mệt mỏi. Rick đề nghị rằng dù sao Morgan cũng là người lạ mới đến cộng đồng và để đảm bảo an toàn, anh chọn ngôi nhà mình từng ngủ sau khi đánh nhau với Pete làm phòng giam chính thức của Alexandria và muốn Morgan ngủ qua đêm nay tại đó với cửa được khóa từ bên ngoài. Morgan hiểu ý Rick và đồng ý.
Sáng hôm sau, Rick gặp Daryl trước nhà và nói rằng đã được nghe Morgan kể về những kẻ có chữ W trên trán. Anh cho rằng họ cần tăng cường thêm người canh gác để đảm bảo an ninh cho cộng đồng và ngừng nhận những người từ bên ngoài vào trong. Tuy nhiên, Daryl tỏ vẻ không đồng ý với Rick về việc ngừng đi tìm cư dân mới cho cộng đồng.
Rick đến mở cửa trả tự do cho Morgan. Nhận thấy Morgan giờ đã có vũ khí mới là một cây gậy cùng khả năng sử dụng nó khá điêu luyện, anh hỏi rằng Morgan đã học được điều đó ở đâu thì được ông trả lời: "Từ một người bạn". Rick xin lỗi Morgan về việc buộc phải tạm giam ông lại và nhận được sự cảm thông từ ông. Morgan cho rằng giờ đây có lẽ họ lại phải tìm hiểu con người nhau một lần nữa giống như lần đầu gặp mặt.
Eugene đang đứng gác tại cổng chính của cộng đồng thì nghe thấy tiếng xe lại gần. Bên ngoài cổng, một anh chàng da màu cột tóc giới thiệu mình tên là Heath và nhóm của anh ta vừa trở về sau một chuyến kiếm nhu yếu phẩm kéo dài nhiều tuần. Heath yêu cầu Eugene mở cổng cho họ vào. Sau một hồi lưỡng lự và hoài nghi trước những người mình lần đầu gặp, Eugene mở cổng cho xe họ vào trong. Hai người còn lại bước ra khỏi xe chào Eugene và tự giới thiệu họ là Scott và Annie. Heath hỏi rằng trong khoảng thời gian họ không có nhà liệu có chuyện gì xảy ra trong cộng đồng không. Eugene liền đáp rằng họ nên đến hỏi Deanna để được bà ấy kể lại.
Rick đang dẫn Morgan đi tham quan xung quanh và giới thiệu về Alexandria. Bất chợt, anh thấy Tobin và Gabriel đang đào hố tại nghĩa trang cộng đồng để chôn cất xác Pete. Rick tiến đến và tỏ vẻ không đồng tình, anh nghĩ một tên sát nhân như Pete không xứng đáng được chôn cất tại đây. Đúng lúc đó, Deanna xuất hiện và bày tỏ sự đồng quan điểm với Rick. Bà nhờ Rick và Morgan mang xác Pete đi chôn ở bên ngoài. Gần đó, Ron tình cờ nghe được cuộc nói chuyện của họ và lén bám theo xe của Rick & Morgan đến nơi bố mình được chôn cất.
Đến nơi mà Deanna đã chỉ, Rick không muốn chôn cất Pete mà chỉ định bỏ lại xác anh ta ở đó. Morgan không đồng tình với Rick và một mình cầm xẻng để bắt tay đào hố chôn. Trước khi họ kịp nói thêm gì với nhau, âm thanh lớn của hàng loạt xác sống gần đó khiến họ chú ý. Rick và Morgan tạm ngưng để tiến về phía tiếng động thì phát hiện một mỏ đá với hàng chục ngàn xác sống bên dưới. Cả hai lối thoát của mỏ đá này đều đã bị những chiếc xe tải chặn lại, trong khi phần đất xung quanh đó đã bị lún. Âm thanh của đám xác sống bên dưới thu hút những con ở bên trên, khi chúng tiến lại gần và bước trên đất lún, chúng bị rơi xuống từ trên cao và hòa vào đám xác sống phía dưới. Đó chính là lý do khiến có hàng vạn xác sống đang ở dưới này và chúng chưa thể đi đâu do đang có vật chặn lại.
Chợt Rick nghe thấy đằng sau có tiếng xác sống đang lùa theo ai đó. Anh nhận ra đó là Ron, người đang mải chạy thoát mà không nhận ra đằng trước là vực. Rick vội vàng chạy tới chặn Ron lại và cùng Morgan xử lý đám xác sống đang đuổi theo cậu ta. Anh hỏi về lý do Ron tới đây thì được trả lời: "Cháu muốn biết nơi bố cháu được chôn cất". Với thái độ không mấy vui vẻ với người đã giết bố mình, Ron định bỏ về Alexandria thì một lần nữa bị Rick chặn lại. Anh nói rằng lẽ ra cậu bé không nên ra ngoài này, vì bản thân Ron không biết cách tự bảo vệ bản thân và hôm nay có thể đã chết nếu không nhờ anh cứu mạng. Anh yêu cầu Ron không được tách đi riêng nữa mà phải trở về cùng anh và Morgan. Trên đường quay lại xe, Rick nhìn thấy chiếc hố đang đào dở để chôn xác Pete. Anh ngoái nhìn lại phía Ron và suy nghĩ điều gì đó. Cuối cùng, Rick cũng cầm xẻng lên và bắt tay vào đào hố cùng Morgan.
Quay trở về nhà, Rick mở một cuộc họp bàn những cư dân Alexandria tại nhà Deanna để nói về đám xác sống khổng lồ mà anh đã nhìn thấy ở mỏ đá. Heath nói rằng nhóm của anh đã từng nhìn thấy địa điểm đó trong lúc đi tìm nhu yếu phẩm. Mỏ đá này từng là khu trại của một nhóm người sống sót cho đến khi họ bị hàng loạt xác sống tấn công. Chính họ đã dùng những chiếc xe tải chặn đám walker lại nhưng đều đã bỏ mạng, và giờ đây nơi đó thành tụ điểm cho một đàn xác sống khổng lồ. Rick cho rằng nếu chỉ cần một chiếc xe tải đổ xuống, nó sẽ mở đường ra cho đám xác sống và hướng chúng đi sẽ là thẳng về phía cộng đồng. Do vậy, anh đề xuất một kế hoạch dù liều lĩnh nhưng cần thiết, đó là chủ động mở đường thoát cho đám xác sống và dụ chúng đi về hướng khác ra xa khỏi Alexandria. Được sự đồng tình của Deanna, Rick cử Daryl, Abraham và Sasha đảm nhận trọng trách điều khiển xe đi trước đám xác sống để làm "con mồi" dụ chúng trong khi những người còn lại sẽ nắm nhiệm vụ điều khiển hướng đi của đám xác sống.
Một người tên Carter phản đối với kế hoạch mạo hiểm của Rick và cho rằng họ chẳng có lý do gì để làm theo lời Rick sau "những gì anh đã làm". Tuy nhiên, anh ta bị ngắt lời bởi Deanna và những người khác có vẻ đều đồng tình với đề nghị của Rick. Cha xứ Gabriel nói rằng muốn tham gia vào nhiệm vụ này cùng mọi người nhưng không được Rick đồng ý. Trong khi đó, Glenn thì thầm dặn Maggie trong lúc ở nhà hãy cố an ủi, động viên Deanna lấy lại tinh thần để tiếp tục nắm lấy vai trò dẫn dắt cộng đồng. Nicholas cũng xung phong đi cùng mọi người dù Glenn tỏ vẻ không mấy đồng tình. Carter dường như vẫn không tin vào sự khả thi trong kế hoạch của Rick. Anh ta yêu cầu Rick tường thuật lại cặn kẽ toàn bộ từng phần của nhiệm vụ trước khi quyết định tham gia cùng.
Ngay sau đó, Rick, Carter cùng một vài thành viên chủ chốt ra một chỗ riêng mở bản đồ để Rick hướng dẫn lại toàn bộ kế hoạch. Rick muốn dụ đám xác sống đi về hướng Tây ra xa khỏi cộng đồng. Để ngăn không cho chúng tản ra đi hướng khác, tại những ngã rẽ, anh định sẽ dùng những chiếc xe tải lớn chặn một hướng lại để ép chúng đi hướng kia. Tuy nhiên, Carter không đồng ý về điều này vì những chiếc xe có vẻ quá "mỏng manh" để ngăn đám xác sống lại. Đúng lúc đó, Eugene xuất hiện và đề nghị dùng những tấm bản từ công trường của đội xây dựng để tạo nên một bức tường kín, khiến xác sống không có khe hở để lọt qua mà buộc phải đi hướng khác. Đề xuất của Eugene có vẻ hợp lý và được mọi người hưởng ứng. Một nhóm các thành viên bắt đầu rời Alexandria đến địa điểm dự kiến để bắt tay xây dựng "bức tường tạm" này.
Trong lúc làm việc, Daryl lại gần Rick và nhắc lại về việc trước đó Rick không muốn đi tìm thêm người ở bên ngoài để mời họ gia nhập cộng đồng nữa. Daryl cho rằng họ vẫn phải cần làm việc đó, vì càng có thêm nhiều người, những dự định và công việc của họ sẽ có nguồn nhân lực dồi dào và được hoàn thành nhanh chóng hơn.
Maggie đến chỗ Tara đang đứng nghỉ gần đó. Cô nói rằng đã được Glenn kể lại việc Nicholas đã dụ chồng mình ra ngoài để sát hại, điều này khiến Tara bất ngờ và phẫn nộ. Tuy nhiên, Maggie nói rằng đó là điều mà Glenn luôn làm - cho những người như Nicholas cơ hội thứ hai. Bản thân Maggie ban đầu cũng không đồng ý với việc tha thứ dễ dàng của chồng, nhưng khi nghĩ lại mối quan hệ giữa cô và Tara, rằng vào "ngày tệ nhất của cuộc đời cô", hai người họ đang đứng ở hai phía hàng rào đối lập. Chính vì học cách tha thứ mà giờ đây cô có được một người bạn tốt như Tara. Nghe đến đây, Tara cảm động và ôm lấy Maggie.
Carol đến đưa nước cho Morgan trong lúc ông đang nghỉ giải lao. Morgan hỏi thăm về việc Carol đã quen Rick lâu chưa, và liệu cô có phải một cảnh sát hay không. Điều này khiến Carol thoáng chút bất ngờ và hỏi lại rằng vì sao ông ấy nghĩ vậy. Morgan đáp rằng ông thấy Carol luôn đứng từ xa và quan sát rất kỹ mọi người, như thể cô đang trong tư thế "sẵn sàng" ứng phó với mọi tình huống xảy ra vậy. Carol mỉm cười và cho rằng Morgan có cách suy nghĩ khá thú vị.
Rick đến gần chỗ Deanna để chia buồn về cái chết của Reg. Anh cũng đề nghị bà cho phép người dân trong cộng đồng được học cách dùng vũ khí để có thể đối phó với những tình huống nguy hiểm không lương trước. Đúng lúc đó, một vài xác sống xuất hiện và tiến về phía nhóm của Carter và một vài cư dân Alexandria khác. Mọi người nhanh chóng chạy lại định xử lý chúng nhưng Rick đã can lại và cho rằng đây là thời điểm thích hợp để các cư dân Alexandria sử dụng vũ khí cận chiến tự vệ trước xác sống. Tuy nhiên, nhóm của Carter tỏ vẻ lúng túng và sợ hãi khi chúng tiến lại gần. Nhận thấy đây là một tình huống mạo hiểm, Morgan và những người khác buộc phải xông vào giết chết đám walker. Rick nhận thấy Carter đang nhìn mình với ánh mắt giận dữ.
Sau khi hoàn thành xong bức tường, họ quay về Alexandria. Carter gọi Spencer, Francine, Tobin và Olivia vào kho chứa thực phẩm để nói chuyện. Anh ta cho rằng Rick quả là một kẻ nguy hiểm đúng như những lời cha xứ Gabriel nói, và họ cần phải giết Rick trước khi nhiều người phải bỏ mạng trước những quyết định liều lĩnh của Rick. Họ không hay biết rằng Eugene đang ở gần đó lấy thực phẩm. Khi nghe thấy kế hoạch của Carter, Eugene giật mình và làm rơi một lọ thức ăn. Nghe thấy tiếng đồ vỡ, Carter cùng những người kia đi ra xem thì phát hiện ra Eugene. Cho rằng Eugene đã nghe thấy kế hoạch của mình, Carter giơ súng lên định bắn thì đúng lúc đó, Rick, Morgan và Daryl bước vào. Carter quay ra nói với Rick rằng: "Tôi sẽ lấy lại cộng đồng này từ anh". Tuy nhiên rất nhanh chóng, Rick đã đánh gục Carter và cướp lấy súng từ anh ta. Những tưởng mình sẽ bị Rick bắn chết, Carter bất ngờ khi được Rick tha mạng. "Anh có thể học cách sinh tồn với chúng tôi" - Rick nói với Carter.
Trở về nhà mình, Rick nói rằng từ nay Morgan có thể dọn đồ đến ở cùng nhóm của anh. Rick đưa Judith cho Morgan bế và nói rằng lúc nãy, anh đã muốn giết Carter. Nhưng rồi anh nghĩ mình chẳng cần thiết phải làm vậy, vì những người như Carter sớm muộn cũng sẽ chết.
Rick tới kho vũ khí để kiểm tra số súng cho chuyến đi làm thử nhiệm vụ vào ngày mai thì gặp Jessie. Cô nói rằng mình đã được nghe Ron kể lại chuyện xảy ra bên ngoài. Jessie tỏ vẻ không đồng ý về những lời Rick nói với Ron, vì ngay cả khi đó là những lời khuyên chân thành, Ron chắc chắn sẽ không nghe lời của kẻ đã giết bố mình. Ngay khi nghe tin Deanna cho phép người dân dùng vũ khí, Jessie đã tới nhờ Rosita dạy mình bắn súng để mình có thể dạy lại cho hai con. Cô nói rằng đúng như những lời Rick nói vào tối mà Pete chết, cô sẽ học cách đấu tranh để sinh tồn.
Ngày hôm sau, nhóm làm nhiệm vụ dẫn đầu bởi Rick bắt đầu lên đường. Sau khi đã chuẩn bị và hướng dẫn sơ qua kế hoạch với các thành viên, họ bắt tay vào việc làm thử nhiệm vụ. Abraham lại gần Sasha để hỏi về lý do cô xung phong làm "mồi nhử" dụ đám xác sống giống như anh. "Cô làm vậy có phải bởi vì cô muốn chết không?" - Abraham hỏi nhưng Sasha mỉm cười và đáp lại rằng: "Không".
Trên đường đi, nhóm Rick bắt gặp một cửa hàng có nhiều xác sống bị nhốt bên trong và gây nên nhiều tiếng ồn có thể thu hút những con khác. Anh cho rằng trên đường về cần phải xử lý đám này để nhiệm vụ ngày mai không bị ảnh hưởng bởi tiếng động của chúng. Glenn lại gần Nicholas và bảo rằng anh ta nên ở nhà vào ngày mai, giờ đây vẫn chưa phải là thời điểm thích hợp để Nicholas có thể ra ngoài hành động sau những gì đã xảy ra trước đó.
Đến mỏ đá, Rick quay ra nói với cả nhóm: "Tôi biết rằng điều này nghe điên rồ, nhưng đây vốn đã là một thế giới điên rồ rồi. Chúng ta phải đến chỗ chúng trước khi chúng đến chỗ chúng ta. Đơn giản là vậy."

### Cảnh ở hiện tại
Trong lúc Rick đang tiếp tục phổ biến kế hoạch dự kiến thực hiện vào ngày mai với mọi người, một trong số những chiếc xe tải bất ngờ bị rơi xuống vực, mở đường thoát cho đám xác sống. Điều này khiến Rick buộc phải đi đến quyết định sẽ thực hiện kế hoạch ngay lúc đó. Anh ra lệnh cho từng nhóm nhanh chóng bắt tay vào phần nhiệm vụ đã được phân công trước đó. Bất chấp sự phản đối của Carter, Rick vẫn nhất quyết phải thực hiện kế hoạch ngay lúc này, vì nếu không, tất cả đám xác sống sẽ cùng hướng đến Alexandria.
Trên chiếc mô tô của mình, Daryl bắt đầu dụ đám xác sống đi theo anh đến một con đường đã có những chiếc xe chặn nối tiếp nhau để ngăn chúng không tản ra. Sasha và Abraham lái một chiếc ô tô đến địa điểm đã được đánh dấu trước đó bởi chùm bóng bay màu đỏ. Qua bộ đàm, Daryl thông báo rằng anh đang dụ đám xác sống tới gần chỗ họ.
Rick, Michonne và Morgan chạy tới địa điểm được đánh dấu bởi chùm bóng bay màu vàng - chính là nơi họ đã xây bức tường bằng những tấm bản để chuyển hướng đi của đám xác sống.
Nhóm của Glenn, Nicholas và Heath thông báo qua bộ đàm rằng họ đã quay lại chỗ cửa hàng chứa đầy xác sống lúc nãy để xử lý chúng, phòng khi tiếng ồn của chúng sẽ phá hỏng kế hoạch. Tuy nhiên khi định mở cửa trước để giết chúng, họ phát hiện rằng vẫn còn một lớp cửa cuốn bên trong đã chặn chúng lại. Cuối cùng, Glenn cho rằng không còn cách nào khác ngoài việc bắn vỡ cửa kính cho chúng xông ra cùng một lúc. Anh bảo Nicholas hãy cầm bộ đàm đứng ra xa và thông báo ngay cho Rick nếu tình hình tệ đi. Glenn cùng Heath bắt đầu bắn vỡ cửa, khiến đám xác sống bên trong cửa hàng ồ ạt xông ra và tiến về phía họ. Cho đến khi họ không thể phản xạ kịp trước số lượng lớn đến vậy, Nicholas bất ngờ xông vào giúp đỡ và cùng họ giải quyết hết đám walker.
Daryl, Sasha và Abraham đã bắt đầu dụ đoàn xác sống đi đến địa điểm có chùm bóng bay màu vàng. Từ bên kia bức tường, Rick, Morgan và Michonne bắt đầu bắn pháo sáng về phía Tây để ép đám xác sống rẽ hướng đi theo ba người kia.
Đi được thêm một đoạn, Abraham nhận thấy có một vài con walker bắt đầu tách khỏi đoàn đi hướng khác. Anh bảo Sasha hãy cứ tiếp tục đi thật chậm và anh sẽ quay lại ngay. Abraham xuống xe chạy về phía những xác sống đang tách ra để gây sự chú ý của chúng. Sau khi chúng đã quay về đúng hướng, anh leo lại lên xe.
Sau khi mọi việc đã đi theo đúng dự tính, ngoại trừ Daryl, Sasha và Abraham vẫn đang dụ đám xác sống đi theo, Rick cùng những người khác đứng trong rừng nhìn ra và vui mừng khi kế hoạch đã thành công. Carter bắt tay Rick và nói rằng: "Anh đã đúng". Rick nói với mọi người rằng họ vẫn cần hoàn thành nốt nhiệm vụ bằng cách bắn pháo sáng đưa đám walker đi nốt chặng đường đến địa điểm đánh dấu bởi chùm bóng bay xanh trước khi giao lại toàn bộ nhiệm vụ cho Daryl, Sasha và Abraham. Tất cả một lần nữa tản ra để kiểm tra từng đoạn của đoàn xác sống xem có con nào tách ra không. Carter, Rick, Morgan và Michonne lần lượt chạy theo nhau. Trong lúc đang chạy, Carter bất ngờ bị một con walker kẹt trong một thân cây tóm được và cắn vào mặt. Tiếng hét của Carter thu hút vài xác sống trong đoàn đi vào rừng. Rick vội vàng báo cho nhóm Tobin qua điện đàm rằng hãy bắn súng để thu hút chúng quay trở lại đường chính. Anh chạy tới giết con walker và lôi Carter ra khỏi nó. Mặc dù vậy, Carter vẫn liên tục hét lớn vì đau đớn, khiến Rick buộc phải đâm chết anh ta.
Rick nhờ Morgan quay về Alexandria thông báo với những ai đang ở nhà về tình hình bên ngoài rồi tiếp tục cùng mọi người thực hiện nhiệm vụ. Đột nhiên, một tiếng còi lớn từ xa vang lên và thu hút sự chú ý của đám xác sống. Trong khi số phía trước vẫn đang đi theo Daryl, Sasha và Abraham, thì một nửa của đám phía sau đã bắt đầu tách khỏi đường chính và ồ ạt đổ vào rừng. Hướng chúng đang đi cũng là hướng thẳng về phía Alexandria. Trong khi tiếng còi vẫn vang lên không dứt, Rick, Michonne cùng tất cả những người khác bắt đầu rút khỏi để quay về nhà trước tình hình nguy cấp này.

## Diễn viên

### Diễn viên chính
- Andrew Lincoln vai Rick Grimes
- Norman Reedus vai Daryl Dixon
- Steven Yeun vai Glenn Rhee
- Lauren Cohan vai Maggie Greene
- Chandler Riggs vai Carl Grimes
- Danai Gurira vai Michonne
- Melissa McBride vai Carol Peletier
- Michael Cudlitz vai Abraham Ford
- Lennie James vai Morgan Jones
- Sonequa Martin-Green vai Sasha Williams
- Josh McDermitt vai Eugene Porter
- Christian Serratos vai Rosita Espinosa
- Alanna Masterson vai Tara Chambler
- Seth Gilliam vai Gabriel Stokes
- Alexandra Breckenridge vai Jessie Anderson
- Ross Marquand vai Aaron
- Austin Nichols vai Spencer Monroe
- Tovah Feldshuh vai Deanna Monroe

### Diễn viên định kỳ
- Ethan Embry vai Carter
- Corey Hawkins vai Heath
- Jason Douglas vai Tobin
- Austin Abrams vai Ron Anderson
- Major Dodson vai Sam Anderson

## Các diễn viên phụ khác
- Kenric Green vai Scott
- Ted Huckabee vai Bruce
- Jay Huguley vai David
- Beth Keener vai Annie
- Jonathan Kleitman vai Sturgess
- Dahlia Legault vai Francine
- Jordan Woods-Robinson vai Eric Raleigh
- Ann Mahoney vai Olivia
- Justin Miles vai Barnes
- Katelyn Nacon vai Enid
- Michael Traynor vai Nicholas
- Chloe & Sophie Garcia-Frizzi vai Judith Grimes
- Curtis Jackson vai Bob Miller
- Helen Jackson vai Natalie Miller

## Cái chết trong tập
- Carter

## Đánh giá
Tập mở đầu Phần 6 nhận được phản hồi tích cực từ giới phê bình. Trang Rotten Tomatoes có 96% trong tổng số 27 bài phê bình về "First Time Again" mang phản hồi tốt cùng nhận xét ngắn gọn: "Đây là một mở đầu ấn tượng cho mùa thứ sáu của The Walking Dead. "First Time Again" có tất cả những gì mà khán giả chờ đợi: Cách xây dựng cốt truyện đầy hấp dẫn, sự tương tác thú vị giữa các nhân vật, và đặc biệt là sự xuất hiện một lượng xác sống đông đảo nhất từ trước tới nay".
Brandon Davis của trang Comicbook.com dành lời khen cho cách dẫn chuyện độc đáo trong tập qua sự đan xen giữa các cảnh trong quá khứ và hiện tại. Anh cũng khen ngợi khả năng diễn xuất của Andrew Lincoln (Rick) và thậm chí gọi đây là lần thể hiện xuất sắc nhất của Lincoln từ trước đến nay. Về nhân vật Carol, Davis nhận xét: "Mặc dù không xuất hiện quá nhiều trong tập này, nhân vật Carol Peltier của Melissa McBride vẫn là một sức hút lớn trong nhóm thông qua cách mà cô "diễn vai" người-hàng-xóm-thân-thiện-sau-đại-dịch". Anh kết thúc bài đánh giá của mình rằng: "Tập đầu tiên này đã làm thỏa mãn không chỉ những fan-ruột của The Walking Dead mà còn cả giới phê bình". Việc nhân vật Morgan của Lennie James quay trở lại cốt truyện chính cũng là một trong những điểm sáng của tập.

## Bên lề
- Lần xuất hiện đầu tiên của: Carter, Heath, Scott, Annie, Barnes, Sturgess, David.
- Với 14.63 triệu lượt xem tại Mỹ, đây là tập đầu tiên của một mùa phim The Walking Dead không vượt qua được lượng người xem của tập đầu mùa trước đó.
- Đây là lần thứ ba tập phim mở đầu một mùa phim có thời lượng phát sóng trên truyền hình dài 90 phút (bao gồm cả quảng cáo) sau tập đầu Phần 1 và tập đầu Phần 2.
  - Đây cũng là tập phim thứ 4 trong toàn bộ series có độ dài tập như trên.
- Tên của tập phim - "First Time Again" ám chỉ đến cuộc trò chuyện giữa Rick & Morgan. Khi họ nói rằng sẽ tìm hiểu con người của nhau một lần nữa, "lại giống như lần đầu" gặp gỡ.
- Đây là tập mở đầu mùa phim thứ 3 liên tiếp được viết kịch bản bởi Scott Gimple và đạo diễn bởi Greg Nicotero.
- Đây là tập phim đầu tiên mà Lennie James (Morgan), Alexandra Breckenridge (Jessie), Ross Marquand (Aaron), Austin Nichols (Spencer) và Tovah Feldshuh (Deanna) xuất hiện với tư cách diễn viên/nhân vật chính. Tên của James được đưa lên intro đầu phim trong khi Breckenridge, Marquand, Nichols và Feldshuh được liệt tên trong mục "Also Starring" cùng những diễn viên định kỳ/khách mời khác.[16]
- Tên của Sonequa Martin-Green (Sasha) chính thức được đưa vào tên của những diễn viên chính trong intro mở đầu phim dù cô đã là diễn viên chính từ Phần 4.
- Mặc dù đã là diễn viên chính từ Phần 5, tên của Josh McDermitt (Eugene), Christian Serratos (Rosita), Alanna Masterson (Tara), và Seth Gilliam (Gabriel) vẫn được liệt kê trong mục "Also Starring" cùng những diễn viên định kỳ/khách mời khác.
- Major Dodson (Sam) đã được nâng hạng từ diễn viên phụ (co-star) lên diễn viên định kỳ (được để tên trong mục "Also Starring").
- Tập phim đánh dấu sự xuất hiện của Morgan trong hai tập phim liên tiếp.
- Tập phim đánh dấu lần xuất hiện thứ 50 của Melissa McBride (Carol) trong phim.
- Những lời: "I ask, you answer. It's common courtesy, right?" (Tạm dịch: "Tôi hỏi, còn anh trả lời. Đó là phép lịch sự thông thường, phải không?") mà Rick nói với Morgan trong tập này cũng chính là những lời Morgan nói với Rick trong tập đầu tiên của The Walking Dead.[17]
- Tập phim đánh dấu lần được nhắc tới thứ 2 và 3 của Holly dù nhân vật này vẫn chưa xuất hiện (Một lần được nhắc tới bởi Eugene lúc ở cổng và một lần được nhắc tới bởi Rick khi anh phân công nhiệm vụ những người ở lại trông nhà).
- Trong cảnh mà Rick chĩa súng vào Carter, nam diễn viên Andrew Lincoln đã đấm liên tục vào tường để tìm cảm hứng diễn cảnh tức giận. Do đấm quá nhiều mà cuối cùng bức tường đã bị nứt và hổng một lỗ. Cuối cùng khi quay phim, đoàn làm phim đã phải dùng đến kỹ xảo để che lỗ hổng này đi.
- Cảnh mà Carter bàn với Francine, Tobin và Olivia về ý định giết Rick được lấy ra từ Chương 89 của truyện tranh.
- Cảnh đầu tập phim được quay tại một quặng đá granite vừa được khai phá bằng thuốc nổ trước đó vài ngày.
  - Chương 89 được xuất bản vào tháng 10 năm 2011. Như vậy đây là tập phim đầu tiên sử dụng cảnh trong một tập truyện được phát hành sau khi series phim The Walking Dead chính thức lên sóng vào tháng 10 năm 2010.[18]

## Lỗi phim
- Sau khi Abraham xuống xe để đi đến gây sự chú ý của một số xác sống tách khỏi đoàn, anh quay trở lại với áo và mặt dính đầy máu. Nhưng cho đến gần cuối tập phim, áo và mặt của Abraham lại được nhìn thấy hoàn toàn sạch sẽ và không dính chút máu nào.